# Epilobium colchicum
Epilobium colchicum là một loài thực vật có hoa trong họ Anh thảo chiều. Loài này được Albov mô tả khoa học đầu tiên năm 1895.